# Baron Bruce of Annandale
Baron Bruce, of Annandale, war ein erblicher britischer Adelstitel in der Peerage of England.

## Verleihung
Der Titel wurde am 24. Juni 1295 für den Schotten Robert de Brus geschaffen, als König Eduard I. von England diesen per Writ of Summons ins englische Parlament berief.
Bei seinem Tod beerbte ihn sein Sohn Robert Bruce, der von seiner Mutter Marjorie, Countess of Carrick 1292 den schottischen Titel Earl of Carrick erbte, sowie 1306 König von Schottland wurde.
Beim Tod von dessen Sohn David II. 1371 fiel der Titel in Abeyance.

## Liste der Barone Bruce (1295)
- Robert de Brus, 1. Baron Bruce (1243–1304)
- König Robert I. von Schottland, 2. Baron Bruce (1274–1329)
- König David II. von Schottland, 3. Baron Bruce (1324–1371) (Titel abeyant 1371)